# Pseudoprocris
Pseudoprocris is een geslacht van vlinders van de familie bloeddrupjes (Zygaenidae), uit de onderfamilie Procridinae.

## Soorten
- P. dolosa Druce, 1884
- P. gracilis Druce, 1884
- P. morelia (Dyar, 1912)